# La Carrera, Argentina
La Carrera är en ort i Argentina.   Den ligger i provinsen Catamarca, i den norra delen av landet, 1 000 km nordväst om huvudstaden Buenos Aires. La Carrera ligger 606 meter över havet och antalet invånare är 10 242.
Terrängen runt La Carrera är varierad. La Carrera ligger nere i en dal. Runt La Carrera är det ganska glesbefolkat, med 45 invånare per kvadratkilometer.. Närmaste större samhälle är San Fernando del Valle de Catamarca, 14,9 km sydväst om La Carrera.
Omgivningarna runt La Carrera är i huvudsak ett öppet busklandskap.